# Libère Pwongo Bope
Libère Pwongo Bope (* 21. Mai 1964 in Mweka, Provinz Kasaï, Demokratische Republik Kongo) ist kongolesischer Geistlicher und römisch-katholischer Bischof von Basankusu.

## Leben
Libère Pwongo Bope studierte Philosophie am Priesterseminar Saint André Kaggwa  und Theologie am Priesterseminar Saint Jean XXIII in Kinshasa. Am 4. Januar 1992 empfing er das Sakrament der Priesterweihe für das Erzbistum Kinshasa.
Von 1991 bis 1993 absolvierte er ein Lizenziatsstudium in Philosophie. Von 1993 bis 1996 war er Ausbilder und Professor am Philosophieseminar Saint André Kaggwa, an dem er anschließend bis 1999 akademischer Sekretär war. Von 1993 bis 1999 war er außerdem persönlicher Sekretär des Erzbischofs von Kinshasa, Frédéric Kardinal Etsou-Nzabi-Bamungwabi. Von 1999 bis 2006 war er Kanzleisekretär der erzbischöflichen Kurie. Anschließend studierte er von 2007 bis 2013 am Institut Catholique de Paris, an dem er in Philosophie promoviert wurde. In dieser Zeit war er von 2007 bis 2012 Pfarradministrator in Évry. Nach der Rückkehr in die Heimat war er von 2013 bis 2020 Rektor des Philosophieseminars Saint André Kaggwa und Professor an der Université Catholique du Congo. Nach einem Jahr als Pfarrer der Pfarrei Saint Albert war er von 2021 bis 2023 als Fidei-donum-Priester in der Zentralafrikanischen Republik im Erzbistum Bangui als Pfarrer tätig. Ab 2023 war er erneut Kanzleisekretär der erzbischöflichen Kurie in Kinshasa.
Papst Franziskus ernannte ihn am 11. November 2023 zum Bischof von Basankusu. Der Erzbischof von Kinshasa, Fridolin Kardinal Ambongo Besungu OFMCap, spendete ihm am 16. Dezember desselben Jahres in Basankusu die Bischofsweihe.